# Xylopia poilanei
Xylopia poilanei este o specie de plante angiosperme din genul Xylopia, familia Annonaceae, descrisă de Suzanne Ast. Conform Catalogue of Life specia Xylopia poilanei nu are subspecii cunoscute.